# Prix Ovide-Moulinet
Le prix Ovide-Moulinet est une course hippique de trot attelé se déroulant au mois de février sur l'hippodrome de Vincennes.
C'est une course de Groupe II réservée aux chevaux de 5 ans, hongres exclus, ayant gagné au moins 32 000 €.
Elle se court sur la distance de 2 700 mètres (grande piste), départ volté. L'allocation s'élève à 120 000 €, dont 54 000 € pour le vainqueur.
Créée en février 1948, l'épreuve honore Ovide Moulinet (1863-1942), grand éleveur du début du XXe siècle.

## Palmarès depuis 1967
| Année | Vainqueur          | Père              | Driver                | Entraîneur             | Distance | Réd.km |
| ----- | ------------------ | ----------------- | --------------------- | ---------------------- | -------- | ------ |
| 2025  | Kokote             | Ready Cash        | Mathieu Mottier       | Mathieu Mottier        | 2 700 m  | 1'12"8 |
| 2024  | Justin Bold        | Bold Eagle        | Yoann Lebourgeois     | Jean-Rémi Delliaux     | 2 700 m  | 1'12"3 |
| 2023  | Idao de Tillard    | Sévérino          | Clément Duvaldestin   | Thierry Duvaldestin    | 2 700 m  | 1'14"8 |
| 2022  | Hooker Berry       | Booster Winner    | Jean-Michel Bazire    | Jean-Michel Bazire     | 2 700 m  | 1'12"9 |
| 2021  | Gelati Cut         | Coktail Jet       | Gabriele Gelormini    | Romain-Christian Larue | 2 700 m  | 1'12"6 |
| 2020  | Falcao de Laurma   | Uniclove          | Franck Nivard         | Thierry Duvaldestin    | 2 700 m  | 1'11"8 |
| 2019  | Express Jet        | Goetmals Wood     | Pierre Vercruysse     | Pierre Vercruysse      | 2 700 m  | 1'12"6 |
| 2018  | Davidson du Pont   | Pacha du Pont     | Jean-Michel Bazire    | Jean-Michel Bazire     | 2 700 m  | 1'13"4 |
| 2017  | Carat Williams     | Prodigious        | David Thomain         | Sébastien Guarato      | 2 700 m  | 1'13"8 |
| 2016  | Bélina Josselyn    | Love You          | Jean-Michel Bazire    | Jean-Michel Bazire     | 2 700 m  | 1'13"6 |
| 2015  | Aladin d'Écajeul   | Quaker Jet        | Éric Raffin           | Sébastien Guarato      | 2 700 m  | 1'13"2 |
| 2014  | Villeroi           | Oiseau de Feux    | Jean-Étienne Dubois   | Jean-Étienne Dubois    | 2 700 m  | 1'13"9 |
| 2013  | Unique Quick       | Prince d'Espace   | Franck Nivard         | Franck Leblanc         | 2 700 m  | 1'12"5 |
| 2012  | Tchao de Loiron    | Insert Gédé       | Jean-Michel Bazire    | Franck Leblanc         | 2 700 m  | 1'15"  |
| 2011  | Sévérino           | Gobernador        | Christian Bigeon      | Christian Bigeon       | 2 700 m  | 1'12"9 |
| 2010  | Ready Cash         | Indy de Vive      | Jos Verbeeck          | Philippe Allaire       | 2 700 m  | 1'14"6 |
| 2009  | Qualmio de Vandel  | Gobernador        | Thierry Duvaldestin   | Thierry Duvaldestin    | 2 700 m  | 1'13"1 |
| 2008  | Prodigious         | Goetmals Wood     | Jean-Philippe Dubois  | Jean-Philippe Dubois   | 2 700 m  | 1'13"6 |
| 2007  | Offshore Dream     | Rêve d'Udon       | Pierre Levesque       | Pierre Levesque        | 2 700 m  | 1'15"1 |
| 2006  | Nijinski Blue      | Extreme Dream     | Yves Dreux            | Michel Donio           | 2 700 m  | 1'13"8 |
| 2005  | Mara Bourbon       | And Arifant       | Jean-Pierre Dubois    | Jean-Pierre Dubois     | 2 700 m  | 1'13"7 |
| 2004  | Love You           | Coktail Jet       | Jean-Pierre Dubois    | Jean-Pierre Dubois     | 2 700 m  | 1'13"7 |
| 2003  | Kinder Jet         | Full Account      | Michel Lenoir         | Michel Lenoir          | 2 700 m  | 1'16"2 |
| 2002  | Jézabelle des Bois | Batling Joe       | Philippe Békaert      | Jean-Michel Bazire     | 2 700 m  | 1'14"8 |
| 2001  | Ispalion Jarzeen   | As d'Espiens      | Jos Verbeeck          | Jean Warin             | 2 175 m  | 1'13"7 |
| 2000  | Historien          | Rêve d'Udon       | Pierre Vercruysse     | Jean-Luc Dersoir       | 2 175 m  | 1'14"5 |
| 1999  | Général du Pommeau | Sébrazac          | Jules Lepennetier     | Jules Lepennetier      | 2 200 m  | 1'13"9 |
| 1998  | Fripon Rose        | Tipouf            | Jean-Michel Bazire    | Jean-Michel Bazire     | 2 175 m  | 1'15"8 |
| 1997  | Écho du Tonnerre   | Tonnerre d'Amour  | Philippe Bazire       | L. Goncalves-Fernandes | 2 175 m  | 1'14"7 |
| 1996  | Défi d'Aunou       | Armbro Goal       | Jean-Étienne Dubois   | Jean-Étienne Dubois    | 2 200 m  | 1'15"5 |
| 1995  | Camino             | Firstly           | Jean-Pierre Dubois    | Jean-Pierre Dubois     | 2 175 m  | 1'16"3 |
| 1994  | Bonheur de Tillard | Podosis           | Jean-Claude Hallais   | Jean-Claude Hallais    | 2 175 m  | 1'15"2 |
| 1993  | As d'Espiens       | Qlorest du Vivier | Jos Verbeeck          | Jean Lou Peupion       | 2 275 m  | 1'15"2 |
| 1992  | Vita Nuova         | Jorky             | Jean-Étienne Dubois   | Jean-Étienne Dubois    | 2 300 m  | 1'15"  |
| 1991  | Unnamed            | Hymour            | Jean-Pierre Dubois    | Jean-Étienne Dubois    | 2 300 m  | 1'17"3 |
| 1990  | Ténor de Baune     | Le Loir           | Jean-Baptiste Bossuet | Jean-Baptiste Bossuet  | 2 325 m  | 1'16"3 |
| 1989  | Sancho Pança       | Chambon P         | Joël Hallais          | Joël Hallais           | 2 325 m  | 1'15"9 |
| 1988  | Réussite de Rozoy  | Chambon P         | Roger Baudron         | Roger Baudron          | 2 300 m  | 1'17"3 |
| 1987  | Quilon             | Honorin           | Ghislain Fontenay     | Ghislain Fontenay      | 2 300 m  | 1'15"8 |
| 1986  | Perrin Dandin      | Grape Fruit       | Bernard Oger          | Léopold Verroken       | 2 300 m  | 1'18"3 |
| 1985  | Ogorek             | Borgia III        | Michel Roussel        | Jean Lou Peupion       | 2 300 m  | 1'17"3 |
| 1984  | Noble Atout        | Ura               | Jan Kruithof          | Jan Kruithof           | 2 250 m  | 1'17"4 |
| 1983  | Monquier           | Villequier B      | Jean-René Gougeon     | Michel Royer           | 2 250 m  | 1'18"2 |
| 1982  | La Bourrasque      | Buffet II         | Jean-Pierre Viel      | Jean-Pierre Viel       | 2 250 m  | 1'17"8 |
| 1981  | Kandy              | Bellouet          | Ghislain Fontenay     | Ghislain Fontenay      | 2 250 m  | 1'17"7 |
| 1980  | Jiosco             | Quioco            | Jean-René Gougeon     | Jean-René Gougeon      | 2 250 m  | 1'17"4 |
| 1979  | Igor du Beauvoisin | Kerjacques        | Gérard Mascle         | Michel Roussel         | 2 250 m  | 1'18"2 |
| 1978  | Hesterelle         | Vigneron          | Pierre Levasseur      | Pierre Levasseur       | 2 250 m  | 1'18"1 |
| 1977  | Gars de Fontaine   | Volnay II         | Pierre Levasseur      |                        | 2 250 m  | 1'18"9 |
| 1976  | Fakir du Vivier    | Sabi Pas          | Michel-Marcel Gougeon |                        | 2 250 m  | 1'18"  |
| 1975  | Espoir de Sée      | Uccello B         | Alain Houssin         |                        | 2 250 m  | 1'17"6 |
| 1974  | Dame de Carreau    | Fandango          | François Ballière     |                        | 2 250 m  | 1'20"  |
| 1973  | Catharina          | Fandango          | Jean-Pierre Viel      |                        | 2 250 m  | 1'19"2 |
| 1972  | Buffet II          | Nonant le Pin     | Louis Hanse           |                        | 2 250 m  | 1'17"1 |
| 1971  | Amyot              | Garde Moi         | Jean-René Gougeon     |                        | 2 250 m  | 1'20"8 |
| 1970  | Vanina B           | Carioca II        | Jean-René Gougeon     |                        | 2 250 m  | 1'22"7 |
| 1969  | Une de Mai         | Kerjacques        | Jean-René Gougeon     |                        | 2 250 m  | 1'18"2 |
| 1968  | Thétis IV          | Fandango          | Robert de Wulf        |                        | 2 250 m  | 1'18"3 |
| 1967  | Sole Mio B         | Carioca II        | Gérard Mascle         |                        | 2 250 m  | 1'19"2 |

## Sources
- Pour les conditions de course et les dernières années du palmarès : site de la SETF
- Pour les courses plus anciennes : archives des quotidiens  (Ouest-France, Sud-Ouest…)